# Reentko Dirks

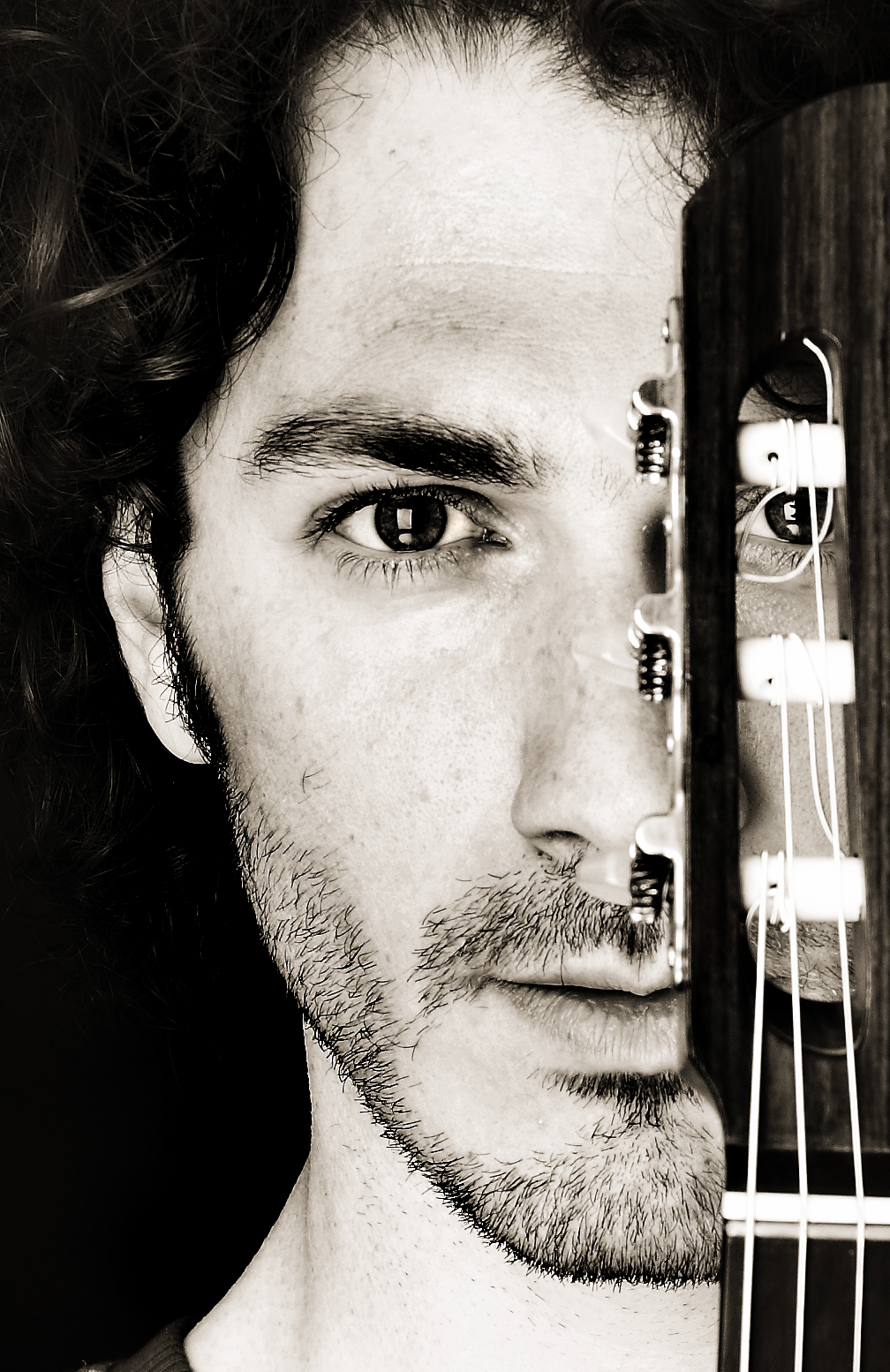
Reentko (2009)

Reentko Dirks, zwischenzeitig Reentko, (* 6. Februar 1979 in Bad Gandersheim) ist ein deutscher Gitarrist, Percussionist und Komponist.

## Leben und Wirken
Dirks begann im Alter von sieben Jahren Gitarre zu spielen. Sein musikalischer Weg führte ihn 2000 an die Hochschule für Musik Dresden, wo er das Fach Akustische Gitarre bei Thomas Fellow studierte. 
Im Jahr 2000 gründete Dirks gemeinsam mit Daniel Nikolas Wirtz das Gitarrenduo Dirks und Wirtz. Das Duo trat bei Konzerten in ganz Europa auf und wurde u. a. mit dem Sonderpreis des European Guitar Award ausgezeichnet. Im Jahr 2003 begann die Zusammenarbeit des Duos mit der Sängerin Annamateur und dem 2005 hinzugekommenen Jazz-Cellisten Stephan Braun, aus der zwei CDs und zahlreiche Medienpreise resultierten (u. a. der Deutsche Kleinkunstpreis 2008).
2010 veröffentlichte Reentko (unter diesem Namen) seine erste Solo-CD „Sounds for the Silver Screen“, die ausschließlich eigene Kompositionen beinhaltet und sich stilistisch an Filmmusik orientiert; ein Teil der Aufnahmen entstand in Zusammenarbeit mit dem Hollywood-Komponisten Richard Horowitz. Er ist sowohl in der klassischen Musik als auch in der World- und Popmusik tätig und arbeitete zusammen mit Ensembles und Musikern wie der Dresdner Philharmonie, Peter Bruns, Richard Horowitz, Christina Lux (Playground), Hands on Strings, Stephan Braun, Valérie Inertie und Tim Bendzko. Weiterhin ist er Gründungsmitglied des European Guitar Quartet (zusammen mit Pavel Steidl, Zoran Dukić und Thomas Fellow).

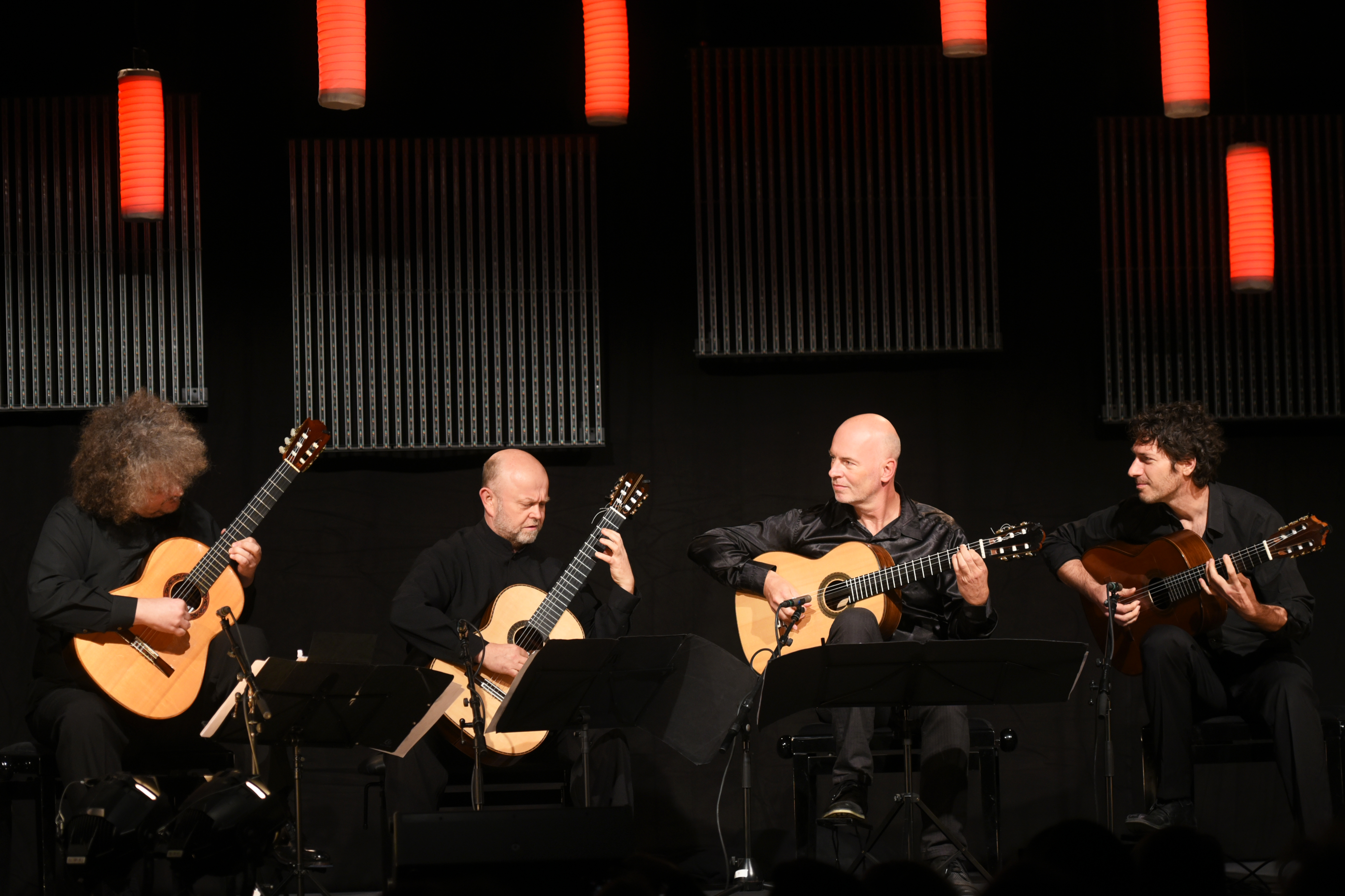
Reentko Dirks mit dem European Guitar Quartet v.l.n.r: Zoran Dukic, Pavel Steidl, Thomas Fellow, Reentko Dirks

Es existieren zahlreiche Rundfunk- und CD-Einspielungen von Reentko, so unter anderem die gemeinsam mit dem türkischen Gitarristen Erkin Cavus eingespielten Alben Planet Kalkan,  Istanbul 1900 (2021) und Ütopya (2023). Seit 2013 unterstützt er das Duo Zärtlichkeiten mit Freunden in deren Talksendung Zärtlichkeiten im Bus regelmäßig musikalisch. Seit 2019 ist er als Reentko Dirks Mitglied der Weltjazz-Band Masaa.
Dirks ist zudem seit 2007 an der Hochschule für Musik in Dresden als Dozent tätig.

## Auszeichnungen (Auszug)
- 1. Preis „International Songwriting Contest“ 2010 für Kushan
- Sonderpreis „European Guitar Award“ 2006 (Dirks und Wirtz)
- Sonderpreis „Podium Linz“ 2006 (Dirks und Wirtz)
- Deutscher Kleinkunstpreis (Annamateur & Außensaiter)
- Salzburger Stier 2009 (Annamateur & Außensaiter)
- Bayerischer Kabarettpreis 2010 (Annamateur & Außensaiter)

## Diskografie (Auswahl)

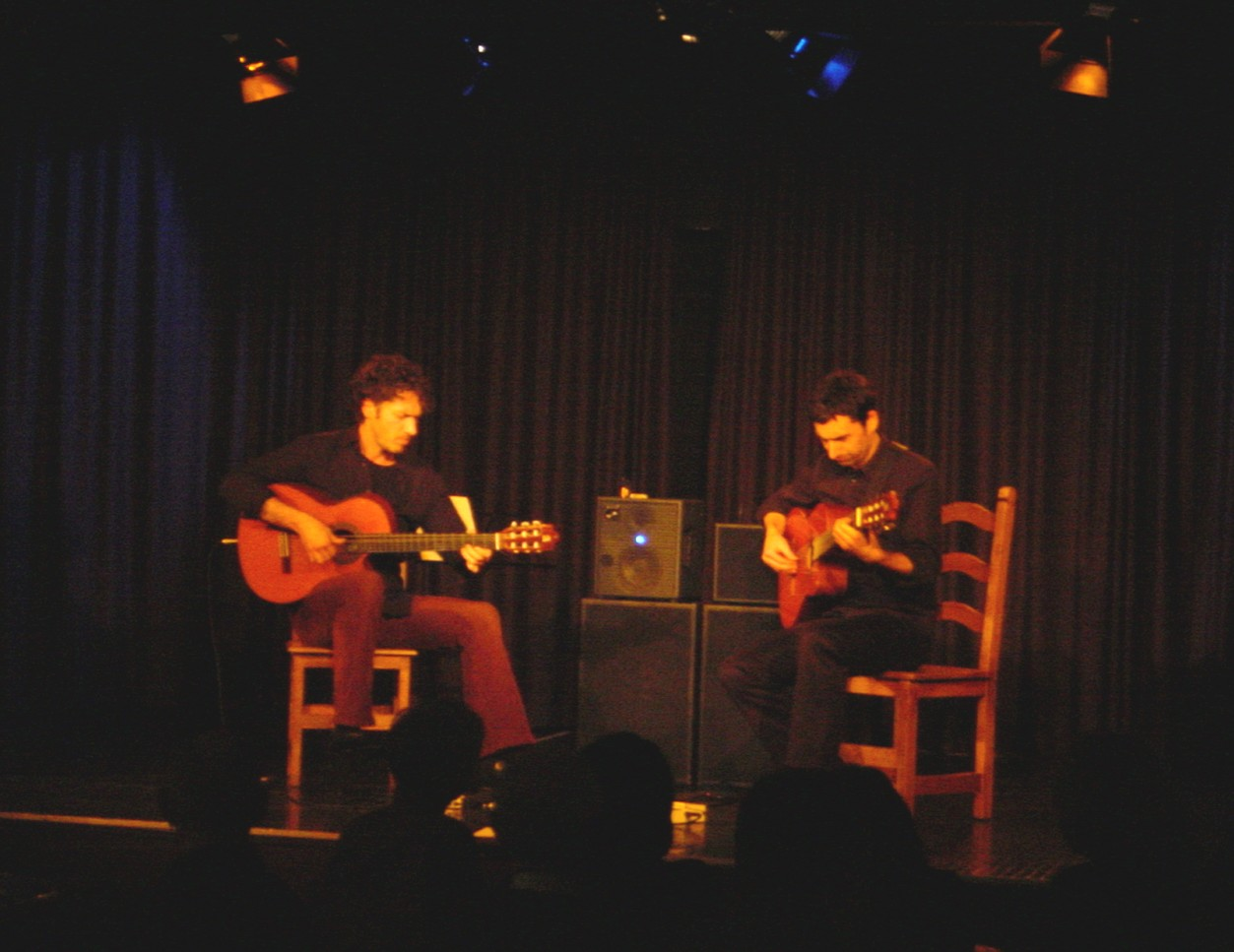
Gitarrenduo Dirks und Wirtz (2012)

- 2005: Annamateur und ihre Gitarristen: Annamateur und ihre Gitarristen
- 2007:  Dirks und Wirtz Danza non Danza
- 2008: Sina Neumärker: Temperamente
- 2009:  Erkin Cavus & Reentko: Planet Kalkan
- 2009: Hands on Strings: Loco
- 2009: Annamateur und Außensaiter: Walgesänge
- 2009: Euphoryon: Euphoryon
- 2010: Sounds for the Silver Screen
- 2010: Mai Cocopelli: Wenn es Winter wird
- 2011: Dirks und Wirtz Kinski Spencer Gismonti
- 2012: Open Range: The Elevator Story (mit Stephan Bormann, Demian Kappenstein sowie Volker Schlott)
- 2014: European Guitar Quartet Danza!
- 2023: Erkin Cavus & Reentko Dirks: Ütopya (Traumton)[4]
- 2024: Clemens Christian Poetzsch & Reentko Dirks: Collateral Flow (Neue Meister)

## Film und Fernsehen
- seit 2013: Zärtlichkeiten im Bus im MDR gemeinsam mit Zärtlichkeiten mit Freunden
- 2015: Das richtige Leben
- 2019: Nationalstraße (Národní trída)